# Le Troisième Cri
Le Troisième Cri és una pel·lícula suïssa de misteri del 1974 dirigida per Igaal Niddam, coautor del guió amb Yves Navarre.

## Sinopsi
Deu persones encarregades del manteniment d'un refugi antiatòmic a Suïssa sobtadament veuen com sona l'alarma i les portes es tanquen sense cap explicació, de manera que no poden comunicar-se amb el món exterior. Passat un temps, un d'ells decideix sortir al món exterior a veure què passa.

## Repartiment
- Jacques Denis: Laurent
- Leyla Aubert: Madeleine
- Christine Fersen: Eva
- Camille Fournier: Mme Armand
- Roland Mahauden: Henri
- Myriam Mézières: Denise
- Marcel Robert : François

## Recepció
Igaal Niddam i Yves Navarre va guanyar el premi al millor guió al VII Festival Internacional de Cinema Fantàstic i de Terror de Sitges.